# 자기 몸 긍정
자기 몸 긍정(혹은 자기 몸 긍정주의)은 사이즈, 모양새, 피부톤, 성별, 신체 능력에 관계없이 모든 신체에 대한 긍정적인 시각을 촉진하는 사회 운동이다. 인간의 생리적인 외모보다는 인간 몸의 기능성과 건강에 대한 평가에 중점을 둔다. 비슷한 개념에 초점을 둔 신체 중립성과도 유사하다.
빅 사이즈 운동복의 판매의 증가와 남성의 레깅스 구매에 자기 몸 긍정이 영향을 미친 것으로 분석된다.

## 관점
자기 몸 긍정주의자들은 인종, 성별, 섹슈얼리티, 신체적 능력과 같은 신체 사이즈 역시 우리 몸이 권력이나 바람직한 사회계층에 자리하는 여러 방식 중 하나라고 생각한다. 다시 말해, 누군가의 외모에 대한 판단은 본질적으로 그 사람의 가치를 평가하고 사회에서의 권력을 효과적으로 높이거나 낮추는 사다리의 특정 자리에 위치하게 한다는 것이다. 자기 몸 긍정주의는 신체적 매력에 대한 비현실적인 이상에 맞서고, 긍정적인 자기 몸 이미지를 확립하고 자신감을 향상시키는 것을 목표로 한다. 핵심 신념은, 아름다움은 사회가 만든 구성 요소이며 이러한 요소가 개인의 자신감이나 가치를 결정하게 해서는 안된다는 것이다. 개개인은 자신을 마음껏 사랑하는 동시에 자신의 신체적 특성을 인정하고 포용하도록 권장한다.

## 같이 보기
- 루키즘